# Пустовой, Игорь Васильевич
Игорь Васильевич Пустовой (род. 7 января 1940) — советский, российский и украинский военачальник, генерал-лейтенант (1991). Командующий 31-й ракетной армии (1988—1993). Начальник Главного управления по науке, разработке и закупке вооружения и военной техники Министерства обороны Украины (1993—1997).

## Биография
Родился 7 января 1940 года в городе Днепропетровске Украинской ССР.
С 1957 по 1961 год обучался в Черноморском высшем военно-морском  училище имени П. С. Нахимова. С 1961 по 1970 год служил в ВМФ СССР в качестве офицера Черноморского флота, а так же в качестве офицера одного из направлений 10-го Главного управлении Генерального штаба Вооружённых Сил СССР (международное военное сотрудничество). С 1962 по 1965 год проходил службу на Кубе в составе Группы советских войск на Кубе, был участником операции «Анадырь».
С 1968 по 1970 год обучался на инженерном факультете Военной академии имени Ф. Э. Дзержинского. С 1970 по 1993 год служил в составе Ракетных войск стратегического назначения СССР — Ракетных войск стратегического назначения Российской Федерации. С 1970 по 1973 год — командир ракетной группы и начальник штаба — заместитель командира ракетного полка. С 1973 по 1975 год обучался на командном факультете Военной академии имени Ф. Э. Дзержинского. С 1975 по 1977 год — командир 62-го ракетного полка. С 1977 по 1983 год — начальник штаба и заместитель командира ракетной дивизии. В 1983 году окончил Военную ордена Ленина Краснознамённую ордена Суворова академию Генерального штаба Вооружённых Сил СССР имени К. Е. Ворошилова. С 1983 по 1987 год — командир 10-й гвардейской ракетной дивизии, в составе 50-й ракетной армии. В частях дивизии под руководством И. В. Пустовоя состояли стратегические пусковые ракетные установки с жидкостными двухступенчатыми межконтинентальными баллистическими ракетами шахтного базирования «УР-100» и БЖРК с твердотопливными трёхступенчатыми межконтинентальными баллистическими ракетами «РТ-23 УТТХ».
С 1987 по 1988 год — начальник штаба — первый заместитель командующего и член Военного совета, с 1988 по 1993 год — командующий 31-й ракетной армии, в составе пяти соединений армии под руководством И. В. Пустовоя состояли стратегические ракетные комплексы с межконтинентальными баллистическими ракетами «Р-36М2», «РТ-2ПМ» и БЖРК «РТ-23 УТТХ». С 1993 года служил в составе Вооружённых сил Украины. С 1993 по 1997 год — начальник Главного управления по науке, разработке и закупке вооружения и военной техники Министерства обороны Украины. 
С 1997 года в запасе Вооружённых Сил Украины.

## Высшие воинские звания
- Генерал-майор (17.02.1986)
- Генерал-лейтенант (20.02.1990)[7]

## Награды
- Орден Трудового Красного Знамени
- Орден Красной Звезды
- Орден «За службу Родине в Вооружённых Силах СССР» III степени[1]